# Panera Bread

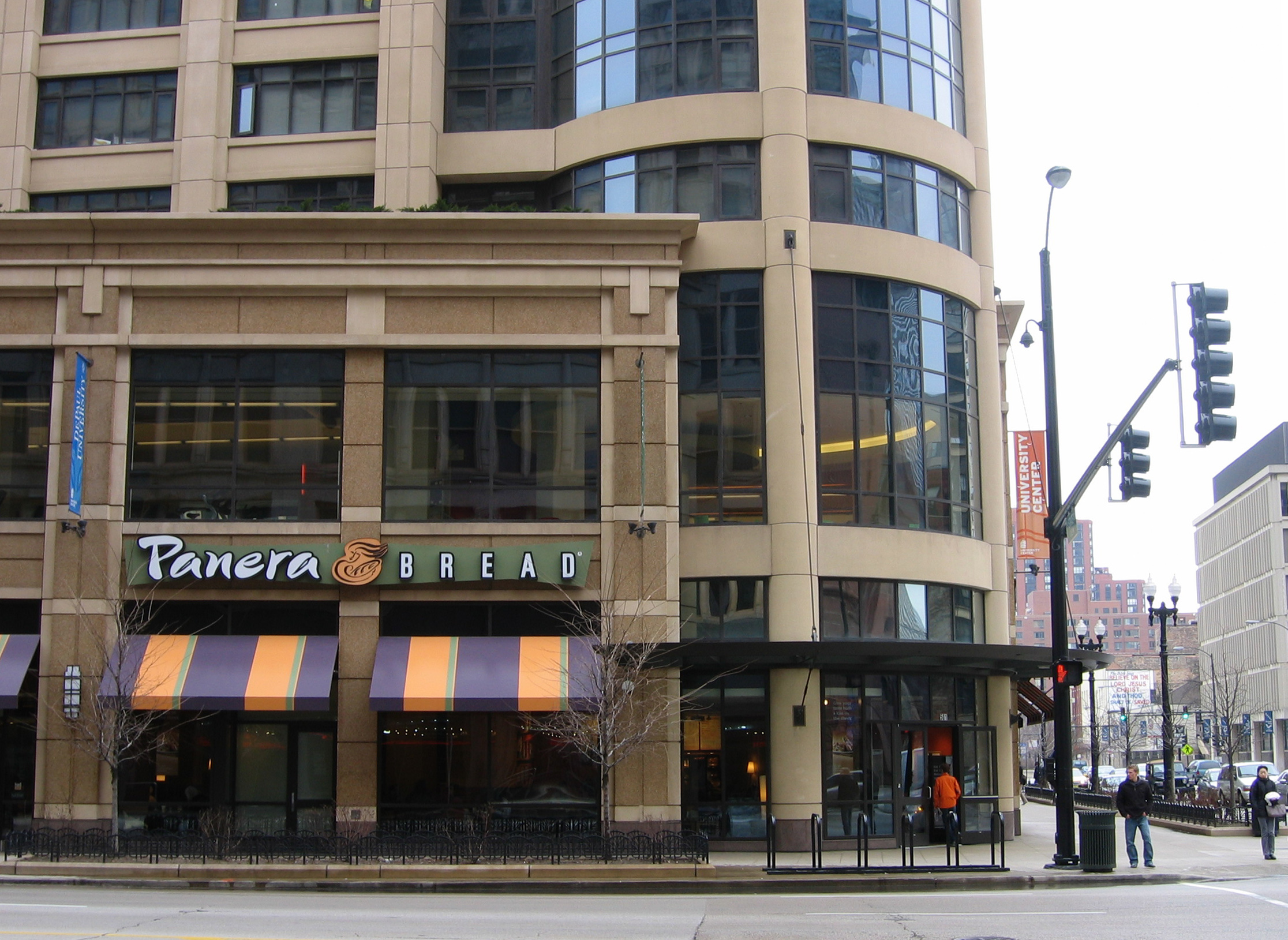
Pão Panera no Chicago Loop em 2006

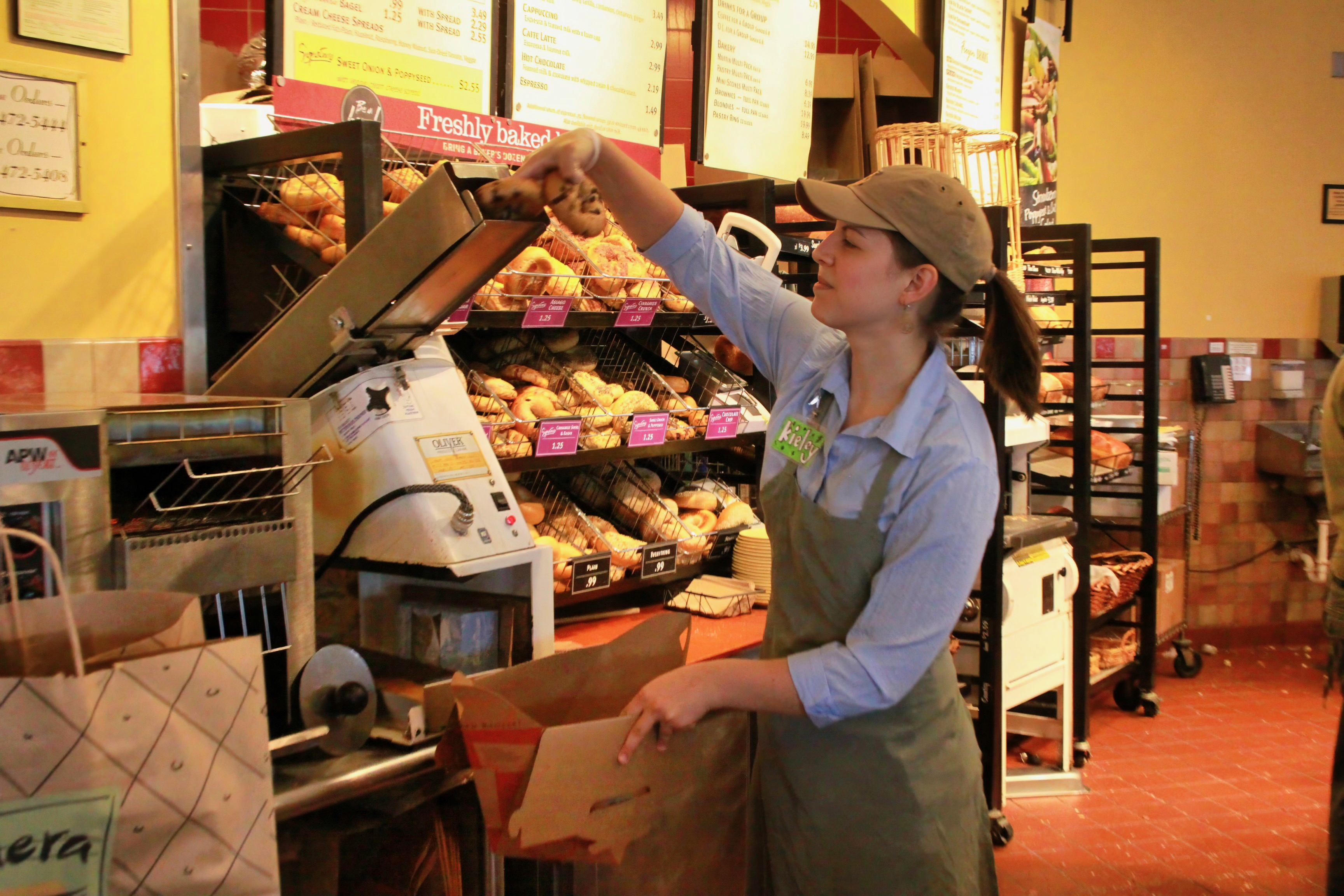
Um funcionário coloca um bagel em uma fatiadora em uma Panera Bread em Cleveland, Tennessee.

Panera Bread é uma rede estadunidense de restaurantes fast food de padarias e cafés com mais de 2.000 locais, todos nos Estados Unidos e Canadá. Sua sede fica em Sunset Hills, Missouri. A rede opera como Saint Louis Bread Company na área metropolitana de St. Louis, onde possui mais de 100 locais. 
Panera oferece uma grande variedade de doces e assados, como bagels, brownies, biscoitos, croissants, muffins e scones. Estes, junto com os pães artesanais da Panera, são normalmente assados antes do amanhecer por um padeiro da equipe. Além da seção de padaria, a Panera oferece um cardápio regular para jantar no local ou para viagem, incluindo pães achatados, pizzas, tigelas de grãos quentes, panini, massas, saladas, sanduíches, acompanhamentos e sopas, além de café, bebidas expresso, bebidas congeladas, smoothies de frutas, chocolate quente, bebidas geladas, café com leite, limonada e chá.  
Até 1999 e novamente de 2017 a 2021, a empresa também era proprietária da Au Bon Pain.  A própria Panera Bread é propriedade da JAB Holding Company, que, por sua vez, é propriedade da família Reimann da Alemanha.  A Panera já foi a maior fornecedora de pontos de acesso Wi-Fi gratuitos nos Estados Unidos. 